# Museu de Tesouros de Waterford
O Waterford Museum of Treasures (em irlandês: Maoin Phort Lairge; em português: Museu de Tesouros de Waterford) é um conjunto de museus de artefatos históricos associados com a cidade de Waterford. Ele está localizado no Celeiro de Merchant's Quay, nessa mesma cidade.  

## Museus Constituintes

### Viking Museum
O Viking Museum está alojado na Reginald's Tower, o prédio mais antigo em uso cívico na Irlanda, erguido em 1003 A.D. O Museu Viking contém um grande volume de artefatos e, traz como diferencial, uma exibição de vídeo no último andar.

### Medieval Museum
O Medieval Museum relata histórias da vida cotidiana de stockholmers medievais. O museu é cercado pelo muro da cidade de Estocolmo, erguido em 1520, preservado como um remanescente antigo fixo de 55 metros (180 pés) de comprimento. A entrada pode ser acessada por Norrbro, a ponte de pedra mais antiga de Estocolmo. 
É neste empreendimento que se encontra a única peça de vestuário sobrevivente usada por Henrique VIII de Inglaterra é uma cap of maintenance (uma capa de veludo carmesim) atribuída ao Prefeito de Waterford, juntamente com uma espada, em 1536.

### Bishop's Palace Museum
O Bishop's Palace Museum, construído pelo arquiteto Richard Castles em 1741, é uma estrutura georgiana de 250 anos de idade que reúne uma variedade de artefatos elaborados a partir do século 17 para contar a história da cidade. O estabelecimento foi originalmente a residência do Bispo da Igreja da Irlanda, em Waterford, e foi construído com a sua frente voltada para o muro da cidade. 